# Киностудия Windows
Киностудия Windows (англ. Windows Movie Maker, версии 2009 и 2011 года известны как Киностудия Windows Live, англ. Windows Live Movie Maker, кодовое имя Sundance) — программа для создания и редактирования видео, входящая в состав пакета «Основные компоненты Windows».
Ранние версии Windows Movie Maker распространялись в составе Windows Me, Windows XP и Windows Vista, с выходом Windows 7 Киностудия была исключена из операционной системы Windows. Обновлённые версии Киностудии Windows несовместимы с версиями ОС Windows, вышедшими раньше Windows Vista.

## История версий

### Windows Me
Первая версия Windows Movie Maker была включена в Windows Me и выпущена 14 сентября 2000 года.

### Windows XP
Версия 1.1 появилась год спустя в Windows XP и добавила поддержку создания файлов DV AVI и WMV 8. В ноябре 2002 года вышла версия 2.0, которая стала бесплатным обновлением и включала множество новых функций. Версия 2.1 была небольшим обновлением и вошла в состав Windows XP Service Pack 2. В Windows XP Media Center Edition 2005 Movie Maker получил больше переходов и поддержку записи DVD.

### Windows Vista
Следующая версия Movie Maker была выпущена вместе с Windows Vista и имела номер версии 6.0.6000, совпадающий с версией самой ОС. Она включала новые эффекты и переходы, поддержку воспроизведения на Xbox 360, а также поддержку формата DVR-MS, в котором Windows Media Center записывает телепередачи. В Premium и Ultimate-версиях Windows Vista появилась поддержка захвата видео с HDV-камер. Мастер захвата также создавал DVR-MS файлы из HDV-кассет. В Windows Vista Movie Maker была убрана возможность захвата видео с аналоговых источников, таких как аналоговые видеокамеры, видеомагнитофоны и веб-камеры.
Так как новая версия могла не работать на старых компьютерах, Microsoft выпустила обновлённую старую версию 2.6 для Windows Vista в Microsoft Download Center. Эта версия практически не отличалась от Windows Movie Maker 2.1, включала все старые эффекты и переходы, но не поддерживала захват видео. Она могла устанавливаться только на Windows Vista и предназначалась для компьютеров, на которых аппаратно-ускоренная версия не работала.
В некоторых ранних сборках Windows Vista (тогда известной под кодовым названием "Longhorn") существовала версия Windows Movie Maker, созданная на базе Windows Presentation Foundation (WPF), но она была удалена при перезапуске разработки в августе 2004 года. Интерфейс WPF-версии сохранился в Windows Vista.

### Киностудия Windows Live 2009
Новая версия программы, переименованная в Windows Live Movie Maker 2009, вышла в бета-версии 17 сентября 2008 года, а официально была выпущена 19 августа 2009 года в составе пакета Windows Live Essentials. Это было фактически совершенно новое приложение, которое не поддерживало проекты, созданные в более ранних версиях, и не имело поддержки пользовательских XML-переходов. Также было удалено множество функций. Интерфейс Movie Maker в версии Windows Live был переработан и получил ленточную панель инструментов, похожую на Microsoft Office 2007. Были добавлены функции "Автофильм" и возможность экспорта видео напрямую на DVD и YouTube. Однако продвинутые функции, такие как стабилизация изображения и запись закадрового голоса, были удалены.
Windows Live Movie Maker 2009 поддерживал Windows Vista и Windows 7. Так как прежняя версия Windows Movie Maker больше не входила в состав операционной системы, единственным способом установить программу в Windows 7 и новее стало скачивание из Windows Live Essentials. Однако некоторые производители предустанавливали её на новые компьютеры.
Обновлённая версия Windows Live Movie Maker 2011 была выпущена 17 августа 2010 года и добавила функции захвата видео с веб-камер, поддержку HD-видео, загрузку видео на SkyDrive, Facebook и YouTube через их веб-API, а также возможность добавления файлов с сетевых хранилищ в проекты.

### Киностудия Windows 2012
После отказа от бренда Windows Live (и переименования пакета Windows Live Essentials в Windows Essentials) в апреле 2012 года была выпущена Windows Movie Maker 2012. В этой версии была восстановлена возможность записи закадрового голоса, добавлен аудио микшер и интеграция с бесплатными музыкальными сервисами. Формат H.264/MP4 стал стандартным форматом экспорта (хотя Windows Media Video также оставался доступным), появилась поддержка загрузки на Vimeo, а для пользователей Windows 8 была добавлена функция аппаратно-ускоренной стабилизации видео.

## Возможности
- С помощью «Киностудии» можно удалять кадры, упорядочивать фрагменты видео, добавлять звуковую дорожку и текстовые примечания, а также эффекты переходов между сценами[10].
- Получение видео с цифровой видеокамеры
- Создание слайд-шоу из изображений
- Обрезание или склеивание видео[11]
- Наложение звуковой дорожки[12]
- Добавление заголовков и титров[12]
- Создание переходов между фрагментами видео
- Добавление простых эффектов
- Вывод проекта в формат WMV или AVI с настраиваемым качеством

## Достоинства
- Сохранение видео в HD-качестве (появилось начиная с Киностудии Windows Live 2009)

## Критика
- Ограниченные функции редактирования аудио;
- Отсутствие таймлайна;
- Ограниченное количество настроек[13].

## Закрытие
Поддержка набора «Основные компоненты Windows 2012», в состав которых входило приложение «Киностудия», закончилась 10 января 2017 года. Основные компоненты Windows 2012 больше не доступны для скачивания с официального сайта Microsoft. В качестве замены корпорация Microsoft предлагает использовать UWP-приложение «Фотографии» включённое в состав Windows 10 и Windows 11.
8 сентября 2021 года Microsoft приобрела Clipchamp — веб-приложение для видеомонтажа. Оно было интегрировано в Windows 11 9 марта 2022 года. В новой программе вернулась классическая временная шкала для редактирования видео, а также появились дополнительные функции, такие как генерация речи на основе текста с помощью Microsoft Azure и интеграция с OneDrive.